# Rorgon II (hrabia Maine)
Rorgon II (zm. 865) – hrabia Maine, najstarszy syn hrabiego Rorgona I i Bichildy.
Jego data urodzenia jest nieznana. Wiadomo tylko, że w momencie śmierci ojca (839 lub 840 r.) był nieletni i rządy w hrabstwie objął jego stryj, Gauzbert. Po jego śmierci w 853 r. Rorgon został hrabią Maine.
W 856 r. król Karol II Łysy powierzył Rorgonowi administrację księstwa Mans. W 862 r. Rorgon utracił to stanowisko na rzecz hrabiego Roberta Mocnego, za podżeganie do buntu królewskiego syna Ludwika. W końcu jednak Rorgon uzyskał wybaczenie króla.
Rorgon bronił swojego hrabstwa przed najazdami wikingów. Zmarł w 865 r. Nigdy się nie ożenił i nie pozostawił potomstwa. Hrabstwo odziedziczył po nim jego młodszy brat, Gosfrid.